# 拉科芒德
拉科芒德（法語：Lacommande，法語發音：[lakɔmɑ̃d]）是法国大西洋比利牛斯省的一个市镇，位于该省中部，省会波城西南，属于奥洛龙-圣玛丽区。

## 地理
拉科芒德（43°16'39"N, 0°30'31"W）面积3.33 平方千米，位于法国新阿基坦大区大西洋比利牛斯省，该省份为法国东南部省份，涵盖了贝阿恩与北巴斯克，西临大西洋比斯開灣，北至朗德省，东北接热尔省，东临上比利牛斯省，南与西班牙接壤。
与拉科芒德接壤的市镇（或旧市镇、城区）包括：欧贝尔坦、莫南。
拉科芒德的时区为UTC+01:00、UTC+02:00（夏令时）。

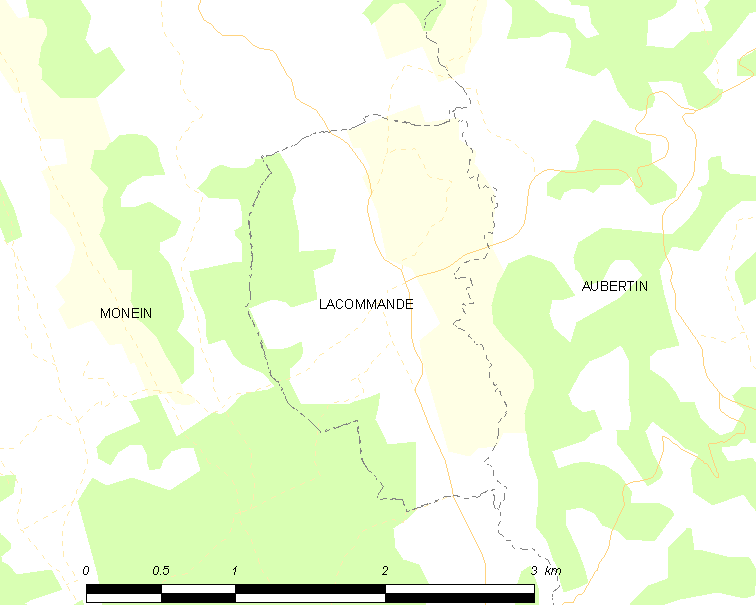
拉科芒德的OSM定位图

## 行政
拉科芒德的邮政编码为64360，INSEE市镇编码为64299。

## 政治
拉科芒德所属的省级选区为贝阿恩中心县。

## 交通
省道D34线和D146线在拉科芒德交汇。

## 人口

1962-2008年间拉科芒德人口变化图示

拉科芒德于2022年1月1日时的人口数量为175人。